# Faria (Barbacena)
Faria é um distrito do município brasileiro de Barbacena, no interior do estado de Minas Gerais. Segundo o censo demográfico de 2022, realizado pelo Instituto Brasileiro de Geografia e Estatística (IBGE), sua população era de 542 habitantes e havia 190 domicílios particulares permanentes ocupados. Possui área de 75,84 km² conforme a Fundação João Pinheiro (FJP). Foi criado pela lei municipal nº 3.365 nº 863 de 8 de novembro de 1996.
De acordo com o IBGE, em 2010 a população era de 546 habitantes e havia 244 domicílios particulares.